# Epístola a los gálatas

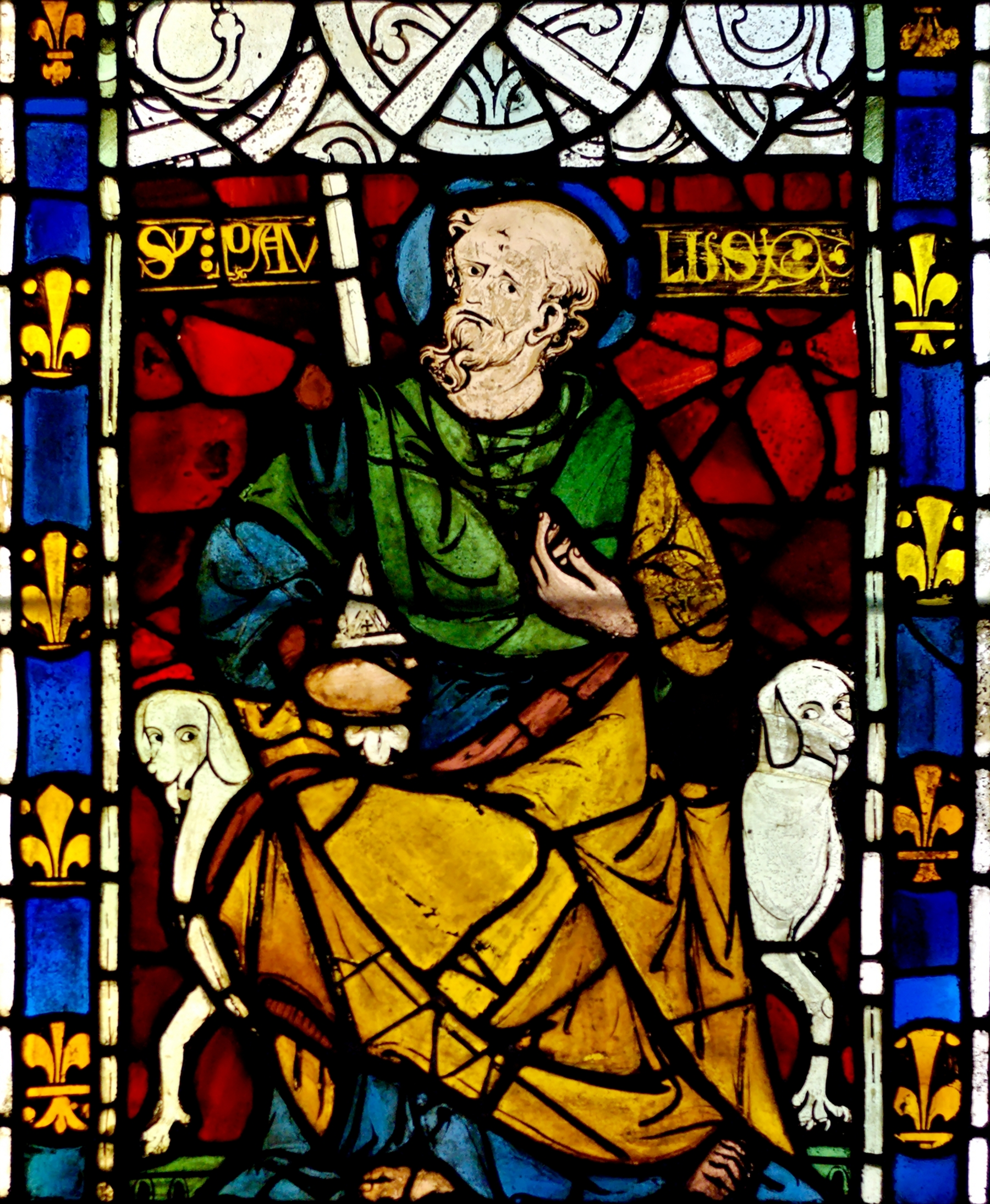
Vitral de San Pablo en la catedral de Ruan.

La Epístola a los gálatas es un libro de la Biblia en el Nuevo Testamento. Es una carta escrita por Pablo de Tarso a los cristianos que habitaban la provincia romana de Galacia, en Asia Menor (que correspondía a la actual zona sur del Asia menor, donde estaban la región de  Licaonia y las ciudades de Iconio, Listra, Derbe y Antioquia de Pisidia).

## Datación

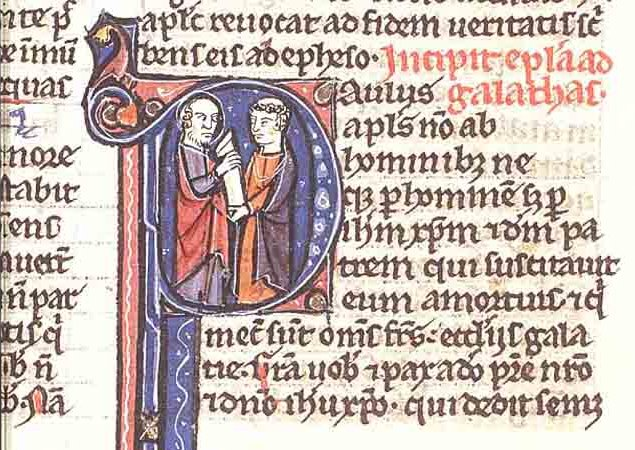
Manuscrito iluminado de la Epístola a los gálatas.

Se escribió entre los años 50 a 56 d. C. aproximadamente. Se sabe que la escribió luego de dos visitas a esa provincia y que, conforme el Libro de los Hechos, Pablo y Bernabé visitaron la zona entre los años 47 y 48 d. C. por primera vez, y luego volvió Pablo con Silas cuando volvían de la reunión o concilio de Jerusalén en el año 49 d. C. Puede que Pablo la escribiera desde Corinto en su estadía allí de casi dos años, entre el 50 y el 52 d. C. Otros la ubican en una fecha más tardía, alrededor del 56 d. C.

## Tema
Es la vindicación del Evangelio de Jesucristo, en contraposición con los preceptos judíos que se habían mezclado dentro de la iglesia cristiana de ese lugar. La epístola revaloriza y asienta orientación y rumbo, pues los gálatas comenzaron a ir para atrás, y volvían a la Ley mosaica, creyendo así afirmar su salvación. La carta es una clara enseñanza contra los judaizantes.
La carta es fiel en demostrar muchos rasgos de los habitantes de esas ciudades. Los judaizantes eran una fuerte secta en el cristianismo primitivo, y al parecer había calado profundamente, ya que estos negaban el apostolado de Pablo. Y usaban la zona del Asia Menor como un lugar predilecto para divulgar sus enseñanzas.

## Autenticidad

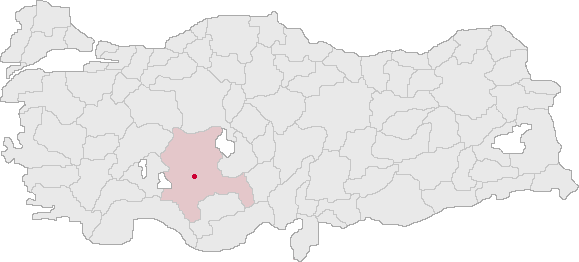
Provincia de Konya, con su capital homónima (antigua Iconio).

La autenticidad está dada por los registros más antiguos encontrados. Esta carta fue utilizada por Policarpo de Esmirna en el siglo II d. C.; figura en el fragmento Muratori, y en los escritos de Ireneo de Lyon. Además, se encontró con ocho cartas más en el llamado manuscrito de Chester Beatty del año 200 d. C. También otros patriarcas de la iglesia primitiva la mencionan, tales como Clemente de Alejandría, Tertuliano y Orígenes. Se la menciona por nombre en el canon reducido de Marción. Todo el canon anterior al concilio de Cartago, en el año 397 d. C., la incluían en los escritos como auténtica. Además existe una clara correlación y estilo con los otros escritos de Pablo.

## Contenido

### Capítulo 1

Situación de la provincia romana de Galacia.

- En Gálatas 1:1[3] comienza Pablo la epístola identificándose a sí mismo como autor de la misma y con la habitual referencia al origen divino de su apostolado.

- Gálatas 1:2[4] señala a las Iglesias de Galacia como destinatarias de la epístola. Quienes son estas iglesias ha dado lugar a controversias. En general, se asume que se trata de las iglesias de la provincia romana de Galacia que Pablo había visitado en dos ocasiones y con las que mantenía emotivas relaciones.

- En Gálatas 1:3,[5] como es habitual en todas las epístolas que se le reconocen, Pablo desea a sus interlocutores que la gracia y la paz sean con vosotros de parte de Dios Padre y de nuestro señor Jesucristo.

- Gálatas 1:4[6] prolonga la salutación más allá de lo que Pablo acostumbra. En efecto, Romanos,[7] 1 Corintios,[8] 2 Corintios,[9] Filipenses,[10] 1 Tesalonicenses[11] y Filemón[12] dan por concluida la salutación en el punto anterior. La prolongación a los Gálatas se interpreta como un realce introductorio de lo que van a ser las tesis expuestas en la epístola.

- Gálatas 1:11-18[13] introduce un apunte biográfico en donde Pablo recalca su independencia apostólica. Afirma primero que su evangelio no lo recibió de los hombres, sino de Jesucristo. Poco después afirma que después de su experiencia en Damasco, marchó a Arabia, y sólo después de tres años subió a Jerusalén para conocer a Cefas (Pedro). Este pasaje no está en contradicción con el paralelo de Hechos 9:19-30,[14] sino que muestra que entre Hechos 9:19 ("algunos días") y Hechos 9:23 ("muchos días"), hubo una estancia en Arabia, y el total acumulado es aproximadamente los tres años que narra Pablo en la Epístola, y que el libro de Hechos no pretende mostrar explícitamente.

- Gálatas 1:19[15] hace mención en esta carta a «Santiago, el hermano del Señor», jefe de la comunidad de Jerusalén y una de las tres «columnas» de la primitiva iglesia (Gálatas 2:9[16]). Teniendo en cuenta que la expresión «Señor» solo la utiliza para referirse a Jesús de Nazaret, se refiere a Santiago, hermano de Jesús. Según algunos autores, no parece posible que este Santiago pueda ser un personaje inventado en sus cartas, ya que se trata de alguien conocido e influyente en la iglesia primitiva, de modo que sería una ficción difícil de mantener. Además, el mismo «Santiago, hermano de Jesús», es nombrado por el historiador judío Flavio Josefo. Así, la carta de Pablo apuntaría a Jesús como referente de «Santiago, el hermano del Señor». Pablo nombra en esta epístola también a las otras dos «columnas» de la iglesia, Simón Pedro y Juan, también testigos directos de Jesús.

### Capítulo 2
- Gálatas 2:11-14[17] muestra las tensiones con las comunidades aparecen en este pasaje donde Pablo narra un incidente con Pedro ocurrido tiempo atrás en Antioquía. Conocido es que Santiago era partidario de la observancia de la Torá y Pedro no. Sucedió entonces que llegados unos discípulos de Santiago a Antioquía, Pedro se comportó con disimulo dejando el comportamiento liberal que llevaba y aparentó una falsa observancia. Este comportamiento es el que Pablo le amonestó. La situación conflictiva que describe contra Pedro contribuye a la credibilidad de Pablo como fuente historiográfica.

### Capítulo 3
- Gálatas 3:1-5[18] afirma que la recepción del Espíritu Santo es un hecho conocido en el cristianismo y el judaísmo. Una de las consecuencias de la expansión del cristianismo más allá de la esfera de influencia del judaísmo fue la recepción del Espíritu por parte de no judíos, de no observantes de la ley, tal como se relata en la conversión del centurión Cornelio (Hch 10). Pablo en este capítulo trata el problema de si el Espíritu Santo se recibe por la ley judía o por la nueva ley del amor, por la fe en Jesucristo.

- Gálatas 3:6-14[19] utiliza el argumento de la promesa de Abraham para subordinar a ella el cumplimiento de la Torá.

- Gálatas 3:19-29[20] indica que la ley ceremonial fue solo un medio para llevar a los judíos a Cristo. Ya no es necesario sacrificar un cordero por los pecados, ese cordero fue Jesús.

### Capítulo 4
- Gálatas 4:13-15[21] contiene un apunte biográfico acerca de una enfermedad que padeció Pablo mientras evangelizaba en Galacia y sobre cuya naturaleza se ha especulado mucho. Se ha dicho que podría ser algún tipo de ceguera, por aquello de que si hubieseis podido, me habríais dado vuestros ojos. En relación con este pasaje se señala otro en 2 Corintios 12:7-10[22] donde Pablo afirma primero tener un aguijón en la carne y poco después: me complazco en las enfermedades... pues soy fuerte cuando parezco débil.

- Gálatas 4:27[23] posee una cita evangélica que también es utilizada en la Segunda epístola de Clemente. La cita original es de Isaías 54:1.[24] De aquí surge la cuestión de si el autor anónimo de dicha epístola depende de Pablo o de la tradición veterotestamentaria.

### Capítulo 5
Pablo habla de la verdadera libertad, no de esa que cubre los deseos de la carne sino el de ser esclavos de Cristo y habla que el esclavo de los deseos carnales no heredará el reino de Dios tal como lo hace el que da frutos en Cristo. Estos no serán condenados por la ley si se dejan llevar por el Espíritu.

### Capítulo 6
Sorprende que en una carta donde la ley no ha sido considerada precisamente como algo positivo, ahora se hable de ley de Cristo. ¿Qué ley es esta que Pablo atribuye a Cristo y a la que alude en otros pasajes de sus cartas? Puede decirse, por supuesto, que la ley de Cristo es simple y pura y que es simplemente el Amor. Pero, dando un paso más, puede también decirse que la ley de Cristo es el propio Cristo en cuanto que se ha hecho para nosotros modelo y norma suprema de conducta.